# Unione Sportiva Palmese 1980-1981
Questa voce raccoglie le informazioni riguardanti l'Unione Sportiva Palmese nelle competizioni ufficiali della stagione 1980-1981.

## Rosa
| N. |                   | Ruolo | Calciatore         |
| -- | ----------------- | ----- | ------------------ |
| -  | Italia (bandiera) | D     | Salvatore Acampa   |
| -  | Italia (bandiera) | C     | Federico Cangiano  |
| -  | Italia (bandiera) | C     | Pasquale De Falco  |
| -  | Italia (bandiera) | D     | Franco Della Corte |
| -  | Italia (bandiera) | D     | Giuseppe Di Sarno  |
| -  | Italia (bandiera) | A     | Pasquale Giobbe    |
| -  | Italia (bandiera) |       | Infante            |
| -  | Italia (bandiera) | A     | Vito Lampugnani    |
| -  | Italia (bandiera) | C     | Federico Margiotta |
| -  | Italia (bandiera) | D     | Carlo Masato       |
| -  | Italia (bandiera) | D     | Donato Pagliuca    |

| N. |                   | Ruolo | Calciatore           |
| -- | ----------------- | ----- | -------------------- |
| -  | Italia (bandiera) | D     | Rosario Paparozzi    |
| -  | Italia (bandiera) | C     | Maurizio Pierelli    |
| -  | Italia (bandiera) | P     | Claudio Pirone       |
| -  | Italia (bandiera) | A     | Roberto Pulcrano     |
| -  | Italia (bandiera) |       | Sapio                |
| -  | Italia (bandiera) | C     | Crescenzo Scungio    |
| -  | Italia (bandiera) | C     | Vincenzo Sicuranza   |
| -  | Italia (bandiera) | C     | Pasquale Terrecuso   |
| -  | Italia (bandiera) | P     | Domenico Torre       |
| -  | Italia (bandiera) | A     | Ferdinando Traettino |